# Pezomela
Pezomela is een monotypisch geslacht van schimmels uit de orde Helotiales. De familie is nog niet met zekerheid bepaald (incertae sedis). Het bevat alleen Pezomela saxegothaeae.